# Třísov

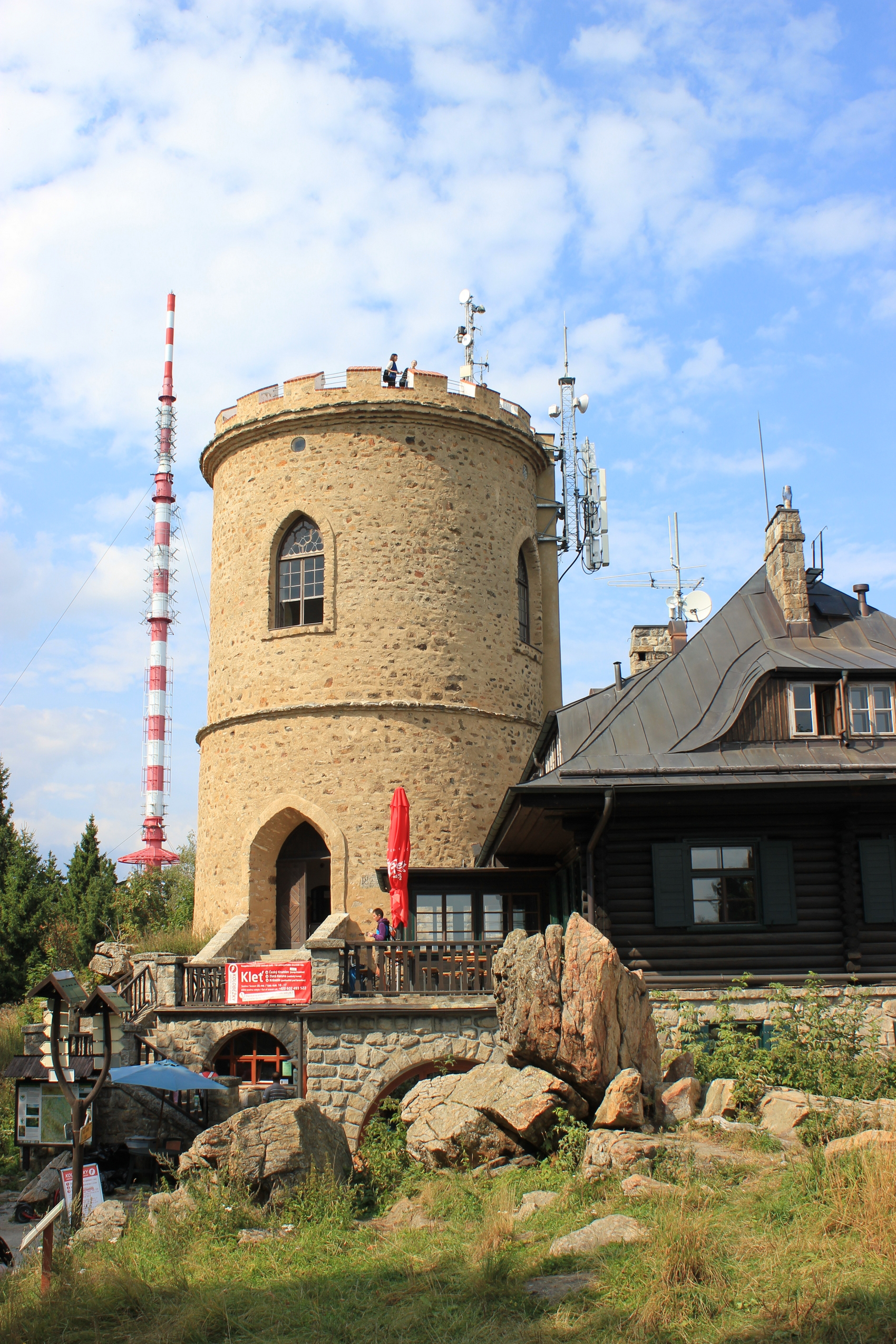
Kleť

Třísov je vesnice, část obce Holubov v okrese Český Krumlov. Nachází se asi 2 km na východ od Holubova. Prochází tudy železniční trať České Budějovice – Černý Kříž – Volary/Nové Údolí. Je zde evidováno 149 adres.
Třísov je také název katastrálního území o rozloze 5,16 km².

## Historie
První písemná zmínka o vesnici pochází z roku 1379.

## Pamětihodnosti v okolí
- keltské oppidum Třísov
- Třísovská lípa
- zřícenina Dívčí kámen
- přírodní rezervace Dívčí kámen
- přírodní rezervace Holubovské hadce

## Turismus
Z Třísova vede naučná stezka Třísov - Dívčí Kámen - Holubov. (5 km). Pod hradem Dívčí Kámen (obec Holubov) je vodácké tábořiště.

## Společenské akce
Konají se zde různé společenské akce jako rosvěcování vánočního stromu, stavění májky, závody dobrovolných hasičů atd.